# Клейтон, Дерек
Дерек Клейтон — австралийский легкоатлет, который специализировался в марафоне. Экс-рекордсмен мира в марафоне.
В 1967 году выиграл Фукуокский марафон с мировым рекордом — 2:09.37. В 1969 году стал победителем Антверпенского марафона, установив мировой рекорд — 2:08.34. Чемпион Австралии в марафоне в 1967, 1968, 1971 и 1973 годах. 24 ноября 1999 года был включён в зал славы спорта Австралии.
Занял 7-е место на Олимпиаде 1968 года — 2:27.34, на олимпийских играх 1972 года финишировал на 13-м месте — 2:19.50.
В настоящее время является членом совета директоров института спорта штата Виктория в Мельбурне.